# 十三酸
在化學中，十三酸（Tridecylic acid）是一種有機化合物，是一個擁有13个碳原子的长链饱和脂肪酸，其分子式為CH3(CH2)11COOH。在乳製品中十分常見。